# بيث موريس
بيث موريس (بالإنجليزية: Beth Morris)‏ هي ممثلة بريطانية، ولدت في 12 مارس 1949 في Gorseinon ‏ في المملكة المتحدة، وتوفيت في 1 مارس 2018 في Penllergaer ‏ في المملكة المتحدة.

## وصلات خارجية
- بيث موريس على موقع IMDb (الإنجليزية)
- بيث موريس على موقع قاعدة بيانات برودواي على الإنترنت (الإنجليزية)
- بيث موريس على موقع قاعدة بيانات الفيلم (الإنجليزية)